# Myrtle the Manicurist
Myrtle the Manicurist è un cortometraggio muto del 1916 diretto da Harry Davenport.

## Produzione
Il film - con il titolo di lavorazione The Other Way - fu prodotto dalla Vitagraph Company of America (come Broadway Star Features).

## Distribuzione
Distribuito dalla General Film Company, il film - un cortometraggio in tre bobine - uscì nelle sale cinematografiche statunitensi l'8 aprile 1916.